# Hendrichovce
Hendrichovce (bis 1927 slowakisch „Hedrihovce“ oder „Henrihovce“; deutsch Heinrichsdorf, ungarisch Hedri) ist eine kleine Gemeinde in der Ostslowakei mit 287 (Stand 31. Dezember 2024).
Die Gemeinde Hendrichovce liegt etwa 20 Kilometer westlich von Prešov im Tal der oberen Svinka, einem 51 Kilometer langen, linken Nebenfluss des Hornád. Die Umgebung wird bis in Höhenlagen von 500 m intensiv landwirtschaftlich genutzt. Wenige Kilometer westlich des Ortes erhebt sich der bis 1199 m hohe Gebirgszug Branisko.
Umgeben wird Hendrichovce von den Nachbargemeinden Hermanovce im Nordosten, Bertotovce im Osten, Chminianske Jakubovany im Süden, Fričovce im Westen sowie Štefanovce im Nordwesten.
Die Straße 1. Ordnung 18 führt durch Hendrichovce. Sie ist eine der wichtigsten Straßenverbindungen in der Slowakei und bildete bis 2015 ein Teilstück der Europastraße 50, als die Autobahn D 1 (Abschnitt Poprad-Prešov) im betreffenden Bauabschnitt fertiggestellt wurde. Diese führt nördlich an Hendrichovce vorbei und hat einen großen Teil des Fernverkehrs aufgenommen.
Der Ort wurde im Jahr 1320 erstmals als villa Herrici schriftlich erwähnt.

## Bevölkerung
| Jahr                | 1994 | 2004    | 2014     | 2024     |
| ------------------- | ---- | ------- | -------- | -------- |
| Anzahl der Personen | 208  | 217     | 246      | 287      |
| Unterschied         |      | +4,32 % | +13,36 % | +16,66 % |

| Jahr                | 2023 | 2024    |
| ------------------- | ---- | ------- |
| Anzahl der Personen | 273  | 287     |
| Unterschied         |      | +5,12 % |

Nach der Volkszählung 2011 wohnten in Hendrichovce 234 Einwohner, davon 227 Slowaken und ein Rom. Sechs Einwohner machten keine Angabe zur Ethnie.
220 Einwohner bekannten sich zur römisch-katholischen Kirche sowie jeweils ein Einwohner zur Evangelischen Kirche A. B. und zur griechisch-katholischen Kirche. Zwei Einwohner waren konfessionslos und bei 10 Einwohnern wurde die Konfession nicht ermittelt.